# Mike Hallick
Michael Hallick (Omaha, 14 de mayo de 1968-Cabo Coral, Florida, 11 de julio de 2023) fue un luchador profesional estadounidense, más conocido por su carrera en la World Wrestling Federation bajo el nombre de Mantaur. 

## Vida personal
Hallick es primo de Paul Neu, conocido por su nombre de ring PN News.

## Carrera

### Catch Wrestling Association (1991-1994)
Después de debutar en 1984, Hallick, bajo el nombre de ring Bruiser Mastino, viajó a Alemania  a competir con la Catch Wrestling Association, donde debutó el 11 de noviembre de 1991, perdiendo contra Rambo por el Campeonato Mundial de los Pesos Pesados. Estuvo en la promoción hasta 1994, cuando volvió a Estados Unidos para trabajar en la World Wrestling Federation.

### World Wrestling Federation (1995)
El 7 de enero de 1995, en Superstars of Wrestling, Hallick debutó en la World Wrestling Federation como Mantaur, y derrotó a Walter Snow. El gimncik de Mantaur era el de un minotauro, y a causa de ello Hallick tenía que vestir un traje de felpa que simulaba un toro y realizar burlas como mugir y cargar contra sus oponentes. Poco después adquirió a Jim Cornette como mánager, dejando atrás el disfraz.
Mantaur empezó una pequeña racha de victorias hasta su único evento, Royal Rumble en 1995, donde entró al ring con diez minutos de retraso y fue eliminado por Lex Luger. Después de eso, combatió en una lucha de clasificación para King of the Ring, pero fue derrotado por Bob "Spark Plug" Holly y eliminado del torneo.
Hallick hizo su aparición final en la WWF como leñador en el Lumberjack Match entre Sycho Sid y Diesel en In Your House 2.

### Extreme Championship Wrestling y retorno a la CWA (1995-1996)
Después de dejar la WWF, Hallick entró en la Extreme Championship Wrestling bajo el nombre de ring de Bruiser Mastino y debutó el 1 de diciembre de 1995, con una victoria sobre The Dark Ninja. Ocho días más tarde, perdió contra Hack Meyers en December to Dismember. Unas semanas después, Mastino perdió contra 911. En Holiday Hell, Mastino derrotó a El Puerto Ricano en su combate final en la empresa. Hallick retornó a la Catch Wrestling Association como Terminator Mastino.

### Retorno a la WWF (1996)
En 1996, Hallick, bajo el nombre de Bruiser Mastino, volvió a la WWF como guardaespaldas de Goldust. Apareció con Goldust en In Your House 7, donde estuvo junto al ring en el combate entre Ultimate Warrior y Goldust. Después de la derrota de Goldust, Mastino intentó atacar a Warrior, pero éste le realizó un scoop slam.

### United States Wrestling Association (1997)
Hallick entró en la United States Wrestling Association como Tank, miembro de The Truth Commission. Ganó el Unified World Heavyweight Championship, su primer y único título, el 12 de marzo de 1997 tras derrotar a Jerry Lawler. Después de eso perdió el campeonato contra Lawler siete días más tarde. Luego de eso Tank fue envuelto en una controversia por el World Tag Team Championship. Mientras The Interrogator y Recon, compañeros de Tank en la Commission, tenían el título, Tank sustituyó a Interrogator en un combate en el que el equipo perdió el título contra Nick Dinsmore & Flash Flanagan. El título no cambió de manos porque el combate fue declarado nulo al no ser Tank un poseedor real del campeonato.

### Retorno a la CWA y circuito independiente (1998, 2000-2001, 2005)
After leaving the USWA, Hallick returned to the CWA in September 1998 under his Bruiser Mastino ring name, where he formed a tag team with his cousin Cannonball Grizzly. He left the promotion before the end of the year. Hallick then took a hiatus before returning to the ring on May 27, 2000 for Independent Wrestling World, where he won a four-on-one handicap match. A few months later, he wrestled three matches for NWA Germany, winning the first against Franz Schumann, losing the second to Ulf Herman and losing the third to Shumann on September 22-23, and December 2, respectively. He also competed in the European Wresting Promotion, defeating Christian Eckstein on November 25. Hallick returned to the EWP on May 18, 2001, where he won a triple threat match against Eric Schwarz and Martin Nolte and defeated Big Tiger Steele on May 19. After another hiatus, Hallick returned to Germany to compete for the Riotgas Wrestling Alliance on June 3, 2005, where he won a battle royal. That same day, he lost to his cousin, Cannonball Grizzly, in a match for the vacant International Championship in what turned out to be his last match.

### Retiro
Después de su carrera como luchador en la USWA, Hallick comenzó a actuar de booker hasta que se retiró de la lucha libre, trabajando en su ciudad natal Omaha, Nebraska.

## Campeonatos y logros
- United States Wrestling Association
  - USWA Unified World Heavyweight Championship (1 vez)[1][15]